# Bourgmestre principal de Budapest
Le bourgmestre principal de Budapest (en hongrois Budapest főpolgármestere) désigne depuis 1990 le chef de la collectivité métropolitaine de Budapest, élu au suffrage universel indirect par les différents représentants des arrondissements de la capitale.
Entre 1873 et 1945, le bourgmestre principal était le représentant du gouvernement devant la « municipalité » de la ville (törvényhatóság), soit l'équivalent au niveau de Budapest de l'ispan principal (főispán), qui représentait l'autorité centrale au niveau des assemblées comitales et des assemblées des villes de droit municipal de province. Il ne faut alors pas confondre cette fonction avec celle de bourgmestre de Budapest, désignant quant à elle le premier des membres de l'assemblée municipale. Entre 1950 et 1990, la fonction est supprimée et c'est le président du conseil de Budapest qui assume la première charge de la ville.
Le bourgmestre principal équivaut au rang de Stadtpräsident dans les pays germaniques ou de primátor/primatar dans les pays slaves.

## Charge et fonctions

### La charge de bourgmestre principal entre 1873 et 1945

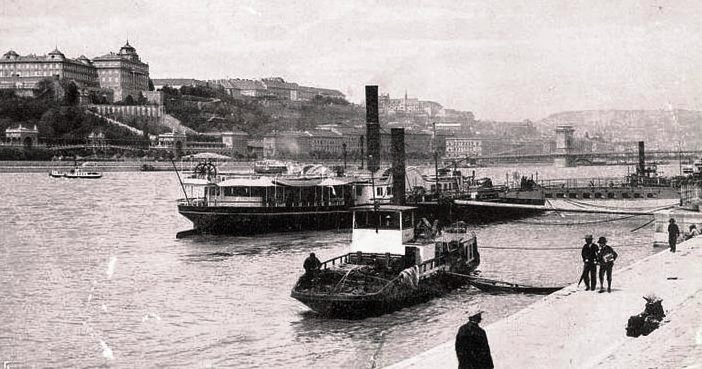
1873 est l'année de la naissance de Budapest avec l'union de Pest, Buda et Óbuda.

Durant cette période, le fonctionnement de l'administration locale se caractérise par un système dual. Sur le plan administratif, la  charge de bourgmestre principal est l'équivalent pour la capitale de l'ispan principal pour les comitats et les villes de droit municipal. Concrètement, il représente le gouvernement hongrois et contrôle les actions de la collectivité métropolitaine de Budapest. Il dirige les principales assemblées délibératives, tel le conseil municipal et le conseil administratif mais celui qui mène la politique municipal reste le bourgmestre de Budapest, qui est en fait le premier des représentants de la municipalité.
À l'origine, le bourgmestre principal était désigné par l'assemblée municipale parmi trois candidats choisis par le roi, sur proposition du ministre de l'intérieur, pour une période de six ans. Ses pouvoirs et prérogatives étaient alors encadrés par la loi XXXVI de 1872. En 1930, le bourgmestre principal est directement choisi par le régent de Hongrie, Miklós Horthy, qui peut désormais le révoquer.
Après la Seconde Guerre mondiale, le titre est renommé brièvement président de l'assemblée de Budapest. Après 1950, le système dual de bourgmestre principal/président de l'assemblée et de bourgmestre est supprimé par le nouveau pouvoir soviétique. Il est remplacé par un système de type soviétique, introduisant le principe de conseils ouvriers à l'échelle des arrondissements et de l'ensemble de la ville administrative. Dans ce système, la direction de l'administration municipale est entièrement confiée entre les mains du président du conseil.

### La charge de bourgmestre principal à partir de 1990

#### Compétences

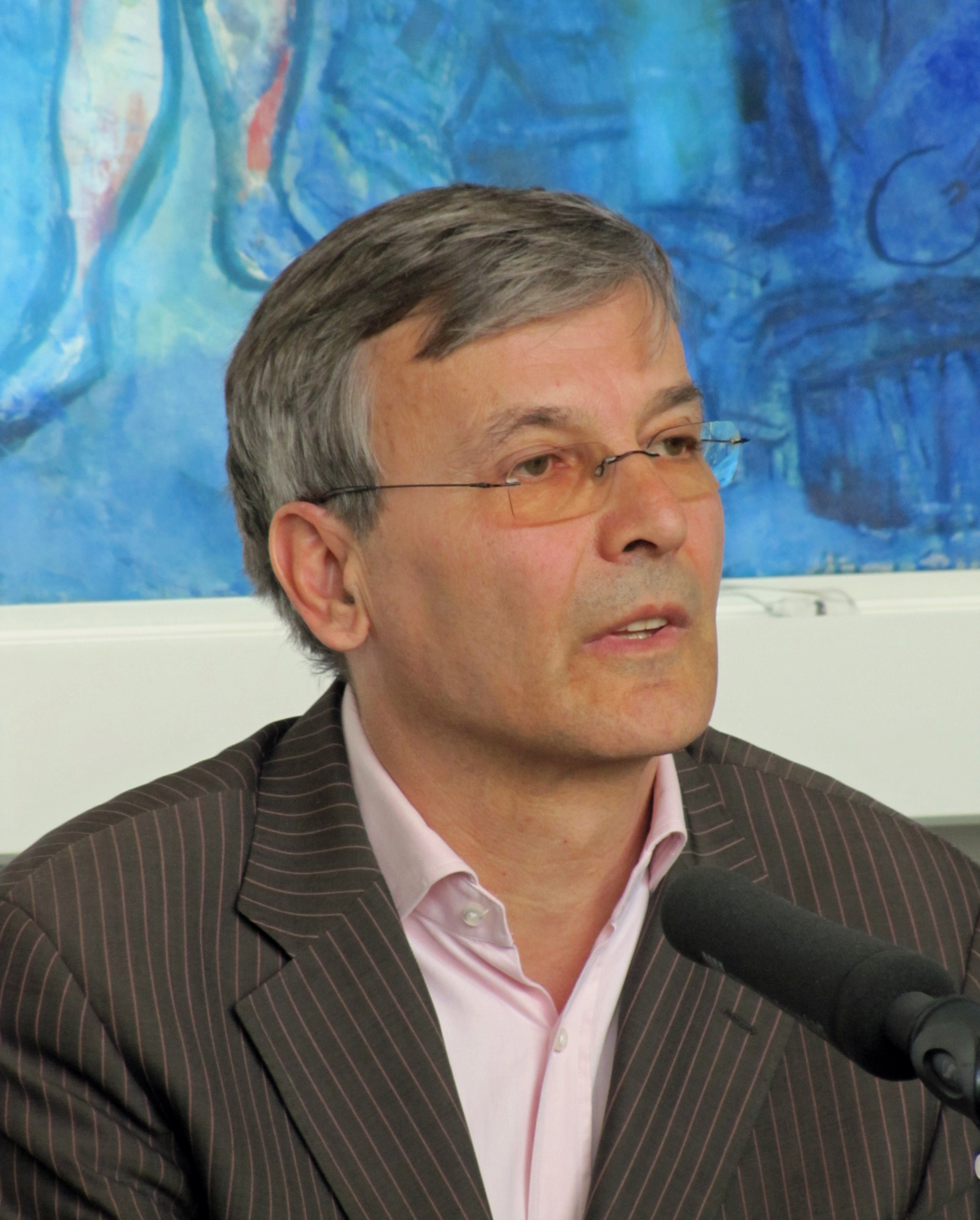
Gábor Demszky en avril 2012.

La charge de bourgmestre principal de Budapest est réintroduite après la chute du communisme en Hongrie, mais pas celle de bourgmestre de Budapest. Il préside à la fois les assemblées et mène les différentes politiques relevant de sa compétence à l'échelle de Budapest. Son mode de désignation évolue également, car il est désormais choisi par les représentants des différents arrondissements, eux-mêmes élus par les citoyens de la ville. Les collectivités d'arrondissement étant des collectivités de plein droit, les prérogatives du bourgmestre principal ne sont pas considérées comme supérieures à celles des bourgmestres d'arrondissement. Le premier bourgmestre principal de Budapest est Gábor Demszky, libéral de gauche, figure de la transition démocratique, qui sera resté vingt ans à la tête de la ville.

## Liste des bourgmestres principaux de Budapest depuis 1873
| Bourgmestre | Bourgmestre       | Mandat     | Mandat   | Parti | Parti    | Notes |
| Nom | Image             | Début      | Fin      | Parti | Parti    | Notes |
| --- | ----------------- | ---------- | -------- | ----- | -------- | --- |
| Károly Ráth | Károly Ráth       | 1873       | 1897     |       |          | |
| József Márkus | József Márkus     | 1897       | 1906     |       |          | |
| Kálmán Fülepp | Kálmán Fülepp     | 1906       | 1912     |       |          | |
| István Bárczy | István Bárczy     | 1912       | 1913     |       |          | Bourgmestre principal intérimaire |
| Ferenc Heltai | Ferenc Heltai     | 1913       | 1913     |       |          | Décédé quelques mois après sa prise de fonction |
| István Bárczy | István Bárczy     | 1913, 1918 | 1919     |       |          | Bourgmestre principal intérimaire de 1913 à 1918 |
| Jenő Sipőcz | Jenő Sipőcz       | 1920       | 1923     |       |          | Pendant la République des conseils de Hongrie, la ville de Budapest est autogérée et la fonction de bourgmestre principal suspendue.                           |
| Kálmán Terstyánszky |                   | 1924       | 1924     |       |          | |
| Ferenc Ripka | Ferenc Ripka      | 1924       | 1932     |       |          | |
| Aladár Huszár | Aladár Huszár     | 1932       | 1934     |       |          | |
| Ferenc Borvendég | Ferenc Borvendég  | 1934       | 1934     |       |          | Décédé quelques mois après sa prise de fonction |
| Jenő Sipőcz | Jenő Sipőcz       | 1934       | 1937     |       |          | |
| Jenő Karafiáth | Jenő Karafiáth    | 1937       | 1942     |       |          | |
| Tivadar Homonnay |                   | 1942       | 1944     |       |          | |
| Tibor Keledy |                   | 1944       | 1944     |       |          | |
| Gyula Mohay |                   | 1944       | 1945     |       | NP-HM    | Mis en place à la suite du putsch des Croix fléchées à l'automne 1944, il est le dernier bourgmestre principal de Budapest avant l'instauration du communisme. |
| Suppression de l'intitulé en 1945 et de la charge en 1950. Durant la période soviétique, le chef de l'administration locale est le président du conseil de Budapest. Le nom de bourgmestre principal est réintroduit en 1990. |                   |            |          |       |          | |
| Voir la liste des présidents de l'assemblée de Budapest entre 1945 et 1950 |                   |            |          |       |          | |
| Voir la liste des présidents du conseil de Budapest entre 1950 et 1989 |                   |            |          |       |          | |
| Liste des bourgmestres principaux de Budapest depuis 1990 |                   |            |          |       |          | |
| Gábor Demszky | Gábor Demszky     | 1990       | 2010     |       | SzDSz    | Réélu en 1994 Réélu en 1998 Réélu en 2002 Réélu en 2006 |
| István Tarlós | István Tarlós     | 2010       | 2019     |       | Fidesz   | Premier bourgmestre principal conservateur élu au suffrage universel indirect Réélu en 2014                                                                    |
| Gergely Karácsony | Gergely Karácsony | 2019       | en cours |       | Dialogue | Premier bourgmestre principal écologiste élu |